# Louis-Michel Colla
Pour les articles homonymes, voir Colla.
Louis-Michel Colla  est un acteur, dramaturge, scénariste et directeur de théâtre français né le 9 novembre 1956.
Il est depuis 1998 directeur du théâtre de la Gaîté-Montparnasse et, depuis 2011, du théâtre des Mathurins.

## Théâtre (en tant qu'auteur)
- 1994 : Mec Mic Mac, théâtre Rive gauche
- 1995 : Les Enfants de chœur, théâtre de la Gaîté-Montparnasse
- 1998 : Le Sixième Ciel, théâtre Saint-Georges
- 2004 : Accords parfaits, théâtre de la Gaîté-Montparnasse
- 2007 : L'Arbre de joie de Louis-Michel Colla et David Khayat, théâtre de la Gaîté-Montparnasse
- 2008 : Adam et Ève, ce n'est pas du tout ce que vous croyez de Louis-Michel Colla et Myriam Ullens, théâtre de la Gaîté-Montparnasse
- 2009 : Bonté divine de Louis-Michel Colla et Frédéric Lenoir, théâtre de la Gaîté-Montparnasse
- 2016 : Garde alternée de Louis-Michel Colla et Edwige Antier, mise en scène d'Hervé Van Der Meulen, théâtre des Mathurins[2].

## Filmographie

### Cinéma
- 1978 : Confidences pour confidences de Pascal Thomas : Delorme
- 1978 : La Clé sur la porte d'Yves Boisset
- 1981 : Docteur Jekyll et les Femmes de Walerian Borowczyk
- 1985 : Rosa la rose, fille publique de Paul Vecchiali : le patron du bistrot

### Télévision

#### En tant qu'acteur
- 1980 : Kick, Raoul, la Moto, les Jeunes et les Autres de Marc Simenon : de Vincent
- 1982 : Les Faucheurs de marguerites, épisode L'Adieu aux as : Rieder

#### En tant que scénariste
- 1990 : L'Ordinateur amoureux d'Henri Helman
- 1991 : Quiproquos ! de Claude Vital
- 1993 : Seconde B (3 épisodes)